# Yakuza

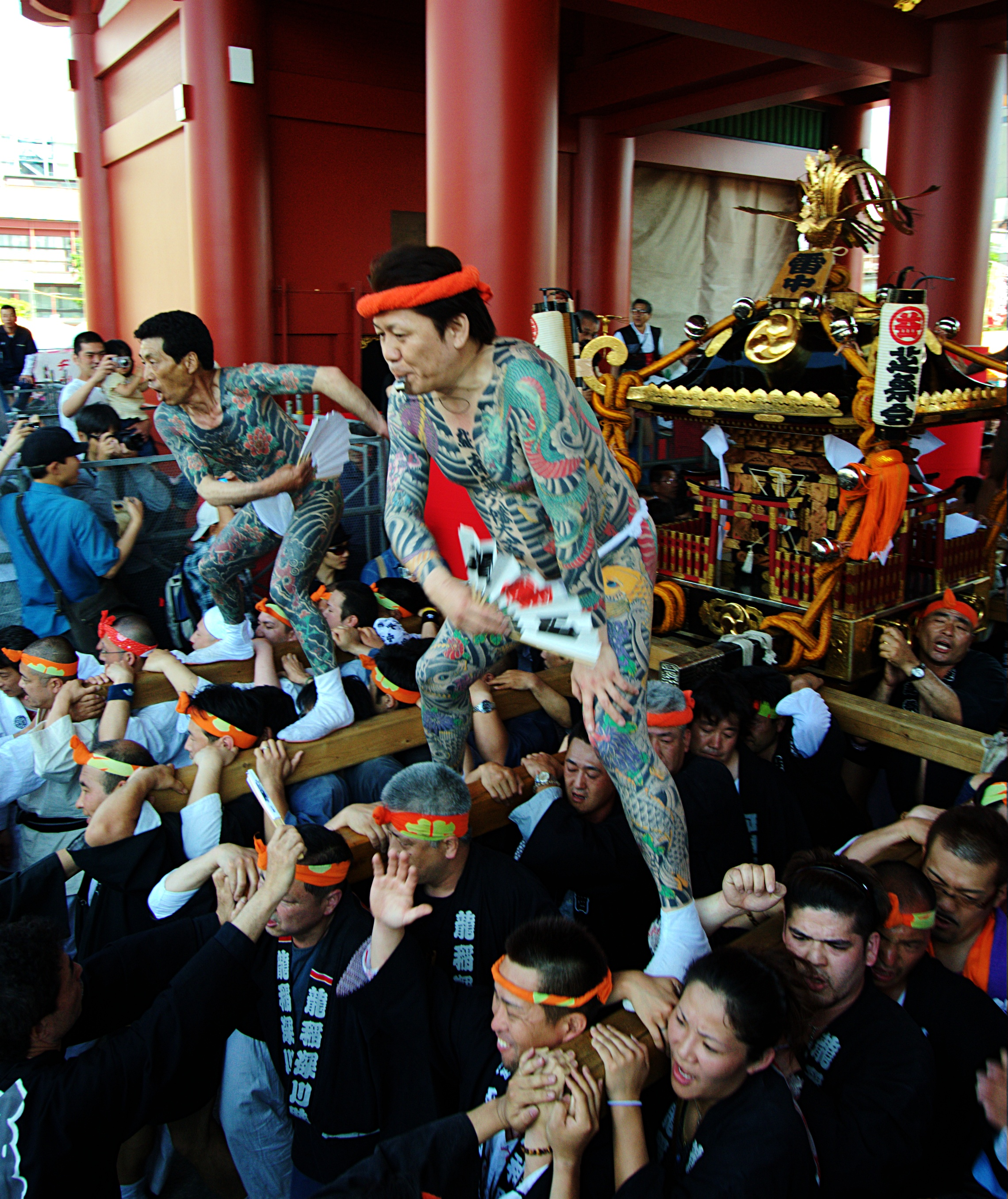
Yakuza participând la un festival local

Yakuza este cuvântul japonez care descrie membrii organizațiilor mafiote japoneze.
La fel ca în multe alte state ale lumii, și impunătoarea societate japoneză se confruntă cu existența mafiei. Ceea ce poartă numele de “yakuza”, manifestarea acestui fenomen, oarecum similară cu bine-cunoscuta “Cosa Nostra”, reprezintă însă un teritoriu mult mai profund, având reminiscențe din cultura și mentalitatea niponă timpurie și strânse legături cu codul Bushido.
Nu se cunoaște o origine exactă a organizațiilor criminale japoneze deoarece acestea s-au dezvoltat în general din mai mulți constituenți ai societății tradiționale. Una dintre teoriile care încearcă să explice originile grupărilor de acest fel trimite la niște personaje marcante din îndepărtatul secol XVI, și anume la foștii samurai rămași fără stăpân, numiți “rōnin”. Printre aceștia existau persoane ce purtau denumirea de “kabukimono” (cei nebuni) sau “hatamoto yakko” (servitori ai shogunului), persoane care se îmbrăcau foarte ciudat, vorbeau o japoneză vulgară și purtau săbii foarte lungi, hărțuind oameni obișnuiți pentru propriul amuzament dar și pentru resurse.
Altă teorie spune că unii dintre predecesorii grupărilor yakuza sunt asa numiții “machiyakko” (servitorii orașului). Însă, și în aceste grupuri se aflau deseori rōnini, deoarece aceștia aveau drept de posesie a sabiei.
Strămoșii celor mai moderne grupări yakuza se pot împărți însă în două tipuri: bakuto (jucători de jocuri de noroc) și tekiya (neguțători ambulanți). Aceste două grupuri au luat naștere în jurul secolului al XVIII-lea. Însă, până în ziua de astăzi membrii yakuza s-au diversificat foarte mult. În ceea ce privește termenul “tekiya”, acesta îi desemnează pe cei care făceau parte din cele mai joase comunități din Edo. Cu timpul au devenit adevărate organizații recunoscute de către guvern, iar fondatorilor li s-a dat dreptul de a purta o sabie. “Bakuto” erau însă de un rang și mai scăzut, deoarece jocurile de noroc erau complet ilegale. S-au deschis case de pariuri în care lucrau numai cei din grupare, pentru menținerea securității. Nu este de mirare faptul că numele “yakuza” însuși provine de la un joc de cărți. Ya-ku-za înseamnă ad litteram 8-9-3. Aceasta reprezenta cea mai proastă mână la jocul de cărți numit “Oicho-kabu” (joc ce cărți asemănător cu “blackjack”-ul). Numai un jucător foarte iscusit putea juca această pereche în favoarea sa.
Alt tip de membri yakuza este constituit din așa-numiții “gurentai”, aceștia din urmă au dat însă naștere fenomenului “boryokudan” (grupuri instigatoare la violență). Apartenența lor la tradiționalele grupări yakuza este foarte discutabilă.
Însă merită pomenite, deoarece o mare parte dintre aceste grupuri au devenit “uyoku” (ultra-naționaliști). Cel mai faimos grup postbelic este “Kokuryūkai” (Societatea Dragonului Negru). Structura adoptată în grupările japoneze yakuza se bazează, încă de timpuriu, pe sistemul tradițional ierarhic “oyabun-kobun” (părinte-copil). Sistemul este atent studiat de către Ishino Iwao. Autorul vorbește despre acest fenomen ca fiind o adevărată instituție, în care persoanele care nu sunt rude de sânge se angajează și își asumă responsabilități și obligații asemenea unor membri ai unei familii. Ishino Iwao explică în ce fel această relație diferă de una de rudenie biologică. Într-o relație dintre niște rude de sânge se mizează pe înrudirea necondiționată, în vreme ce în tipul de relație oyabun – kobun se mizează pe avantajele pe care le pot avea ambii membri implicați. După cum se poate observa, oyabun – kobun este o relație de tip bilateral, implicând doi membri care nu au același statut, și care pot fi reprezentați astfel: oyabun (părintele) poate fi unul singur și kobun (fiul), care poate fi reprezentat de mai mulți constituenți. În articolul său, Ishino face distincția între mai multe tipuri de înrudire, dintre care cea mai importantă pentru înțelegerea structurii adoptate de către grupările yakuza este pseudo-înrudirea. Astfel definește acesta relația de tip oyabun – kobun, ca fiind o pseudo-înrudire. O reprezentare și exemplificare pentru buna înțelegere a acestui concept este relația dintre maestru și discipol, cea dintre nași și fini, dintre maica stareță și cele supuse ei. Aceste exemplificări întocmite de către Ishino se bazează în totalitate pe o ideologie religioasă, măcar că există și alte tipuri de ideologii pe care se pot concretiza astfel de “înrudiri”. Spre exemplu, o astfel de pseudo-înrudire poate fi întâlnită și între un manager de companie și subalternii săi. Aceste concept este de asemenea foarte important pentru știința managerială, dezvoltată de către companiile japoneze. Similar modelului religios concretizat propus de Ishino, se manifestă și modelul din grupările yakuza, însă de această dată cuprinzând o altă ideologie, cea a războinicilor, prezentată în Codul samurailor – “Bushido”.
Această relație de reciprocitate dă structura majorității grupurilor formate în societatea japoneză, în mai toate domeniile de activitate. În aceste grupuri foarte important este conceptul de “ierarhie” care are o mare pondere în buna desfășurare a activităților unui grup și cu precădere în instalarea conceptului “oyabun – kobun”. În consecință, sistemul de construcție pe care un grup se bazează pornește de la un constituent care reprezintă puterea absolută, aflându-se în fruntea tuturor, și merge către constituentul cu un statut mai scăzut, cei doi având o relație reciprocă, cu o ideologie comună.
Relația de tip oyabun – kobun are drept complinitor relația “senpai – kōhai” (senior-junior), relație foarte bine reprezentată în cadrul instituțiilor de învățământ și cele culturale, cum ar fi cluburile de arte marțiale. Pecetluirea relației de acest tip se realizează printr-un ritual comun: împărțirea unei cupe de sake, astfel sigilându-se o nouă relație de înfrățire între membri yakuza sau chiar între mai multe grupări de același fel.
Conform volumului lui Peter B. E. Hill modelul unei structuri yakuza are în frunte un oyabun sau kumichō (șeful grupului). Urmărind în continuare acest model, putem avea de a face cu mai muți consilieri (shingi-in) sau consultanți (komon) ai șefului suprem. În subordinea șefului urmează o căpetenie secundă, numită “Waka-gashira”, el comandând subgrupe mai mici ale întregului clan, niciodată însă întregul clan. Cel aflat sub conducerea acestuia este “saiko-kanbu” (sau “daikanbu”) care îi are la rândul lui drept secundanți pe cei numiți “kanbu” (administratori). Kanbu preiau conducerea celor numiți “kumi-in”, care se ocupă cu “munca de jos” a organizației. O astfel de organizație poartă numele de “kumi” (grup, clasă, ramură).
Reminiscențele pentru care titlul lucrării de față pledează se pot regăsi printre paginile codului Bushido, conceptul “Oyabun – Kobun” tratat mai sus având la bază virtuți foarte importante descrise pe îndelete printre învățăturile codului.
Prima dintre acestea este așa-numita “giri”, tradusă drept “adevăratul motiv”, care are sensul de “datorie”. Este vorba despre datoria pe care orice om o are față de superiorii lui, față de părinți, față de societatea și grupurile în care trăim. Astfel, orice kobun are obligația de a-și respecta îndatoririle pe care la are față de părintele (stăpânul) său, oyabun.
Însă această relație fiind reciprocă, din partea oyabun, de această dată, pleacă o nouă virtute, “jin”, care, deși poate fi tradusă prin “bunăvoință”, acesta din urmă este totuși un termen care pierde anumite conotații, ajungându-se la neînțelegerea deplină a implicațiilor acestei virtuți. Codul Bushido însă explică detaliat ceea ce presupune această virtute, și anume, afecțiunea, simpatia, mila și dragostea pentru oamenii din jur, acestea enumerate fiind considerate niște virtuți supreme.
Împreună, cele două virtuți mai sunt numite și “jingi” și denumesc relația reciprocă dintre oyabun și kobun.O altă virtute cu o mare importanță în relațiile din cadrul grupărilor yakuza este “chūgi”. Aceasta este o virtute care presupune loialitatea față de stăpân, este un concept care include în înțelesul său și “giri”. Loialitatea este o datorie față de stăpân prin excelență. Autorul codului “Bushido” asemuiește această datorie a loialității unui omagiu adus stăpânului. Pentru acesta loialitatea ține de ceea ce se numește cavalerie. Pentru buna funcționare a unui grup de tipul “oyabun-kobun”, membrii trebuie să țină seama și de “yūki”, curajul. Capitolul din “Bushido” care vorbește despre această virtute se numește “Curajul, spirit al îndrăznelii și al îndurării”. Autorul îl citează pe Confucius pentru a explica termenul de “curaj” și concluzionează: “Curajul înseamnă s ă faci ceea ce este drept.”
Pentru samurai onoarea reprezenta totul. Onoarea însemnă reputație. Poate părea greu de crezut că și virtutea numită “meiyo” (onoare) poate fi regăsită printre cele păstrate și de grupările yakuza, însă nu numai că are o mare importanță, dar a dat și naștere, alături de virtuțile deja expuse, unui fenomen care simbolizează moartea celui dezonorat, în numele pocăinței sincere în fața stăpânului față de care s-a greșit. Este vorba despre “yubitsume” sau tăierea degetului mic, un ritual specific mafiei japoneze. Se pare că acest ritual își are originile încă din vremea bakuto, când un învins care nu-și putea plăti o datorie, îi aduce în schimb învingătorului prima parte a degetului său mic. Acest lucru echivala cu înapoierea sumei pierdute la jocul de cărți. Ca urmare a acestui act, învinsul nu mai putea să mânuiască sabia îndeajuns de bine și, automat, era mai slab în luptă. Pe măsură ce aceeași persoană aducea mai multe ofense superiorului său, ajungea într-un final să rămână în totalitate fără deget. Acest ritual se desfășura pe o bucată de țesătură foarte curată, cu mâna așezată cu palma in jos. Tăierea se producea cu un cuțit foarte bine ascuțit, numit “tantō”. Apoi, partea tăiată din deget se înfășura în acea țesătură și se înmâna pachetul șefului. În unele cazuri, și persoanelor excluse din yakuza li se poate cere să execute acest act. Dacă șeful suprem nu este mulțumit doar cu acest ritual, se poate ajunge până la sinucidere, sub semnul curățirii onoarei pătate și spre iertarea celui ce a greșit.
Onoarea, cea pentru a cărei curățiri s-a ajuns la un astfel de ritual, care simbolizează chiar sinuciderea atât de frecventă printre samurai, s-a născut din teama de cădere în dizgrație. Japonezii au avut întotdeauna grijă de imagine și de reputație. Un lucru important, păstrat încă din străbuni este cel de a ține mai presus onoarea stăpânului decât onoarea proprie. Sentimentul morții onorabile este descris și în “Hagakure” (Cartea Samurailor) pe îndelete. Conform acestui autor, tot o rușine sau o lașitate este și traiul vieții fără de țel.
“Reigi” sau politețea este în viziunea Bushido o valoare slabă atunci când adevăratul ei scop nu este înțeles, însă când este respectată în măsura în care trebuie, se vrea a fi pe același nivel cu dragostea, deoarece aceasta “suferă îndelung și este nobilă” și “nu este provocată cu ușurință”. Această virtute presupune cunoașterea deplină și respectarea a ceea ce noi numim “bunele maniere”. În opinia autorului, secretul acestei virtuți stă în a face chiar și din cele mai simple lucruri o artă. Pentru susținerea acestei afirmații nu se folosește de nimic altceva, decât de ceremonia ceaiului. Într-adevăr, un lucru atât de simplu devenit artă.
Încă două virtuți care susțin cu adevărat politețea sunt sinceritatea (onestitatea) și veridicitatea. Toate aceste lucruri au o mare importantă pentru ca mecanismul unei relații umane tradițional japoneze să funcționeze întocmai. Confucius acordă o importanță colosală sincerității, făcând-o responsabilă pe aceasta de începutul și sfârșitul tuturor lucrurilor. Un fapt foarte interesant surprins în codul “Bushido” este scrierea în limba japoneză a semnului pentru această virtute: (makoto/adevăr) este constituit din două ideograme, și anume cea pentru “cuvânt “(vorbire) și cea pentru “perfect” astfel, adevărul devenind “cuvântul perfect”.
A face parte dintr-un grup este cel mai important lucru în societatea japoneză. Un grup poate însemna o familie, un clan, un cartier, o instituție, sau toate acestea împreună. Individul trebuie să se subordoneze grupului, să respecte întocmai toate valorile acelui grup și să îmbrățișeze aceeași ideologie ca toți ceilalți membrii ai grupului. Importanța unui grup social este atât de mare încât există încă din vârful societății, până în străfundul acesteia, orice grup având o structură foarte clară.
Yakuza este un grup social ca oricare altul, făcând parte din cel mai jos strat a societății. Codul membrilor nu se bazează pe nimic altceva decât pe valorile respectate în vremurile apuse de către nobilii samurai. Aceeași mentalitate tipic japoneză și aceeași viziune asupra relațiilor interumane interacționează cu scopuri josnice și cu mârșăvii. Un membru yakuza, asemeni unui samurai, nu trebuie să dea greș în fața stăpânului său sau să îl desconsidere, indiferent de situația în care se află. Valorile parcurse însă nu se limitează în a invada doar aceste două tipuri de grupuri, ci se resimt în gândirea întregii populații japoneze tradiționale și chiar moderne.
În ceea ce privește bine-cunoscutul obicei al membrilor yakuza de a-și tatua corpul, și acesta este tot o reminiscență a “bakuto”. În general, membri yakuza își tatuau câte un inel negru în jurul brațului, fiecare dintre aceste inele însemnând comiterea unei crime. În timp, aceste tatuaje au ajuns să fie un simbol al puterii. În ziua de astăzi, tatuajele sunt uzitate pentru a arăta afilierea la un anumit clan. În momentele în care se mai joacă “oicho-kabu” între ei, membri yakuza își mai dezbracă tricourile și le coboară până la talie, descoperindu-și astfel tatuajele care le acoperă uneori întreg corpul. Nu sunt dese astfel de ocazii în care membri yakuza să-și lase la vedere tatuajele, ei ieșind pe stradă în genere cu tricouri la baza gâtului și cu mâneci lungi. În limba japoneză tatuajul se numește “irezumi”, acest cuvânt însemnând introducerea cernelii sub piele. Tatuajul a devenit legal din anul 1945, dar poartă pecetea criminalității. Yakuza, mafia japoneză, poate fi foarte ușor înțeleasă atunci când sunt înțelese și originile sale feudale. Spre deosebire de concretizările aceluiași fenomen în alte țări, în Japonia, yakuza nu este o organizație secretă nici pe departe. Multe dintre grupări au birouri care poartă numele sau emblema proprie. Foarte interesant este faptul că a existat o familie yakuza care obișnuia să scoată un ziar lunar în care se scria despre viața liderilor și apăreau poezii scrise de către aceștia, semn că nici în vremurile moderne și nici în straturile cu statut scăzut în societate, astfel de îndeletniciri nobile, atât de grăitoare pentru înțelegerea spiritului nipon, nu au fost uitate. Printre ocupațiile de bază în grupările moderne se pot număra: administrarea centrelor de distracție, a cartierelor roșii, șantajul, administrarea jocurilor de noroc (pachinko), a caselor de pariuri, camătă, fraudă, trafic de droguri și multe atele. Însă unul dintre cele mai importante ajutoare primite de către yakuza prin dezvoltarea economiei japoneze a fost chiar explozia industriei construcțiilor. Se pare că unul dintre cele mai mari proiecte din care yakuza a avut de câștigat enorm este chiar construcția aeroportului internațional din Kansai. Un alt mod prin care mafia modernă reușește să câștige foarte mult este ajutat de un sport bine văzut în Japonia de astăzi, și anume golful. Pe competițiile de golf se pariază foarte mult și nu numai, grupările yakuza deținând chiar o mare parte dintre terenurile de golf. O altă îndeletnicire, de această dată “nobilă”, avută în vedere în scopul înstăririi este constituită de administrarea unor galerii și de traficul cu obiecte de artă. În ceea ce privește relația mafiei cu organismele statului, se pot urmări concluzionările realizate de către Peter B. E. Hill în volumul său, cea mai importantă fiind aceea că relația dintre mafie și poliție este una dinamică, asemeni multor situații prezente în majoritatea statelor lumii.
În 1991, a fost adoptată o legislație care urma a fi folosită în scopul eradicării grupărilor yakuza, legislație care poartă denumirea prescurtată de “Bōtaihō” (de fapt, "Bōryokudantaisakuhō"). Conform acesteia, un grup poate fi denumit “Bōryokudan” în condițiile în care acesta îndeplinește mai multe criterii. Printre aceste criterii se află și acela de a reprezenta un grup constituit într-o manieră ierarhică. În urma instalării acestui sistem legislativ au apărut diferite centre pentru eliminarea grupărilor “bōryokudan”. Aceste centre oferă consiliere pentru persoanele care au avut de suferit în urma contactului cu mafia, se angajează în diferite campanii pentru prezentarea acțiunilor mafiei și a ceea ce înseamnă aceasta, în scopul prevenirii populației, oferă ajutor celor ce vor să părăsească mafia și să se îndrepte, și lucrează în parteneriate cu alte organizații non-guvernamentale, anti-yakuza. Foarte interesantă este constatarea lui Peter Hill cu privire la inexistența unei legi care să prevadă modul de constituire al unei astfel de organizații, în aceste organizații ajungând să lucreze foști ofițeri de poliție. Peter Hill trage astfel concluzia că, în mare parte, aceste centre au fost create în scopul conceperii unor posturi de tip “amakudari” pentru foștii ofițeri de poliție. “Amakudari” înseamnă “descindere din cer (guvern)” și reprezintă fenomenul prin care unui fost membru al unei organizații guvernamentale i se oferă (după pensionare) un post la o corporație cu care avea de a face când lucra la organizația guvernamentală. Uneori aceste persoane devin chiar șefii corporației. Aceste corporații sunt însă în strânsă legătură cu diferite ministere. Acest fenomen nu este secret, populația având deplină cunoștință despre el.
În perioada modernă, afirmă Peter Hill, yakuza se bazează pe o economie foarte dinamică și inovatoare, având la bază sisteme tradiționale, al căror mecanism funcționează negreșit, fiind păstrate cu sfințenie de către toate departamentele societății nipone. Întreaga societate niponă este clădită pe un cod de valori ferm, transmițând încă din îndepărtatul trecut rețeta unei verticalități indubitabile. Acest lucru se datorează probabil și cultului pentru strămoși, caracterizând foarte bine mentalitatea socială niponă. Astfel, putem regăsi cu certitudine și astăzi aceleași sisteme de clădire a grupului tradițional, chiar și în organizațiile yakuza, care își au rădăcinile în trecutul dominat de înșiși samurai, protectorii celor mai nobile valori etice și morale.